# Bókaháza
Bókaháza is een plaats (község) en gemeente in het Hongaarse comitaat Zala. Bókaháza telt 341 inwoners (2001).